# Faouzi Jamal
Pour les articles homonymes, voir Jamal.
Faouzi Jamal, né le 8 mai 1966 à Azro, est un footballeur marocain reconverti comme entraîneur de football.

## Biographie
Parallèlement à sa carrière dans le football, il est aussi professeur d’éducation physique.

## Carrière

### Joueur
- 1984 - 1996 :  Mouloudia Club d'Oujda

### Entraîneur
- 2012-juil. 2012 :  Mouloudia Club d'Oujda
- sep. 2013-fév. 2015 :  Ittihad Khémisset
- depuis jan. 2016 :  Chabab Rif Al Hoceima

## Palmarès

### Entraîneur
Avec l'Ittihad Khémisset :
- Botola 2
  - Vice-champion : 2014